# Светла Цоцоркова
Светла Цоцоркова е български продуцент, режисьор и сценарист.

## Биография
Родена е на 6 юни 1977 г. в Бургас. Изявява се като сценарист, режисьор, продуцент и актриса.
С първия си късометражен игрален филм „Живот със София“ печели наградата Джеймисън на София Филм Фест през 2004 г., филмът участва в множество международни фестивали, между които „Седмица на критиката“ в Кан, Карлови Вари, Триест и др. Играе роли в „Омлет“ (1996 г.) – игрална миниатюра на режисьорката Надежда Косева, „Пясъчен часовник“ (1999 г.) на Георги Дюлгеров и „Втори дубъл“ (2010 г.) на Надежда Косева.
Светла Цоцоркова е изпълнителен продуцент на документалния филм „Известният непознат“ (2015 г.) на режисьора Светослав Овчаров и на игралия филм „Врагове“ на същия режисьор, както и на игралния филм „Буферна зона“ на реж. Георги Дюлгеров. Дебютният ѝ пълнометражен игрален филм е „Жажда“. Филмът е част от програмата „Нови режисьори“ на 63-тото издание на Международния филмов фестивал Сан Себастиан през септември 2015 г. Филмът има участие на над 60 международни фестивала и повече от десет международни награди в това число за режисура, за най-добър актьорски състав, за най-добра операторска работа, най-добра сценография и награда на публиката. „Жажда“ е номиниран за наградите на Европейската филмова академия в категория „Откритие“ (дебют) през 2016 г.
Вторият пълнометражен игрален филм на Светла Цоцоркова „Сестра“ има световна премиера на филмовия фестивал в Сан Себастиан през 2019 г., в програмата Нови режисьори и печели специалната награда на журито. Месец по-късно печели голямата награда на филмовия фестивал в Котбус – Германия и голямата награда на филмовия фестивал „Синедейс“ в Скопие – Северна Македония. През следващата година филмът печели голямата награда на "София филм фест", а  на фестивала Босфорус - Истанбул е удостоен с главната награда и наградите за най-добри мъжка и женска роля (Асен Блатечки и Моника Найденова).

## Филмография
- „Екзекуция“ (2000 г.) Режисьор на епизод 2
- „Живот със София“ – игрален късометражен (2004 г.)
- „Майка ми“ – игрален късометражен (2006 г.)
- „Колело“ – игрален късометражен (2013 г.)
- „Жажда“ – игрален (2015 г.)
- „Сестра“ – игрален (2019 г.)
- „Второто освобождение“ – документален (2021 г.)
- "Герой на нашето време" - документален (2023 г.)

Като актриса
- Пясъчен часовник (тв, 1999) – репортерката